# Spencer Wilding
Spencer Lee Wilding (n. 26 de julio de 1972) es un actor de cine galés. Debido a su estatura de 1.99 m, Wilding es más conocido por su interpretación de personajes fuertes e imponentes, a menudo utilizando prótesis y maquillaje. Ha aparecido en películas y series como Doctor Who, Game of Thrones, la saga Harry Potter, Victor Frankenstein y Guardianes de la Galaxia, entre otras.

## Filmografía destacada
- 2023 - The Devil Conspiracy - Bestia de la Tierra[1]
- 2016 - Rogue One: una historia de Star Wars - Darth Vader - cuerpo
- 2015 - Victor Frankenstein - El monstruo de Frankenstein (también conocido como "Henry")
- 2014 - El destino de Júpiter - Falque
- 2014 - Guardianes de la Galaxia - Guardia de seguridad
- 2012 - Wrath of the Titans - Minotauro
- 2012 - Ghost Rider: Espíritu de Venganza - Grannik
- 2011 - Linterna Verde - Kilowog (captura de movimiento / Diálogo de referencia)
- 2010 - Harry Potter y las reliquias de la Muerte: parte 1 - Caballero del templo
- 2007 - Harry Potter y la Orden del Fénix - Doble de cuerpo de Hagrid
- 2005 - Batman Begins - Guerrero de las sombras
- 2005 - Harry Potter y el prisionero de Azkaban - Hombre lobo / Criatura especial